# Ley Luce-Celler
La Ley Luce-Celler (en inglés, Luce–Celler Act), es una ley federal de Estados Unidos de 1946, que fue propuesta por el congresista republicano Clare Boothe Luce y el demócrata Emanuel Celler en 1943 y promulgada por el presidente Harry Truman el 2 de julio de 1946. Establecía los regímenes de migración a Estados Unidos de los ciudadanos de Filipinas tras la descolonización estadounidense del archipiélago, que se produciría apenas dos días después.

## Contenido
La ley aprobó una límite de 100 ciudadanos filipinos, y 100 indios que podían entrar a los Estados Unidos cada año. Cuando Filipinas se independizó de los Estados Unidos en 1946, a los filipinos, aquellos aplicaron restricciones para la migración a raíz de la Ley Tydings-McDuffie y del Tratado de Manila de 1946.
La ley también permite a los filipinos-estadounidenses e indo-estadounidenses naturalizarse y convertirse en ciudadanos de los Estados Unidos. Tras convertirse en ciudadanos, los nuevos estadounidenses podían poseer casas y tierras de cultivo.